# Dief- en Duifhuisje

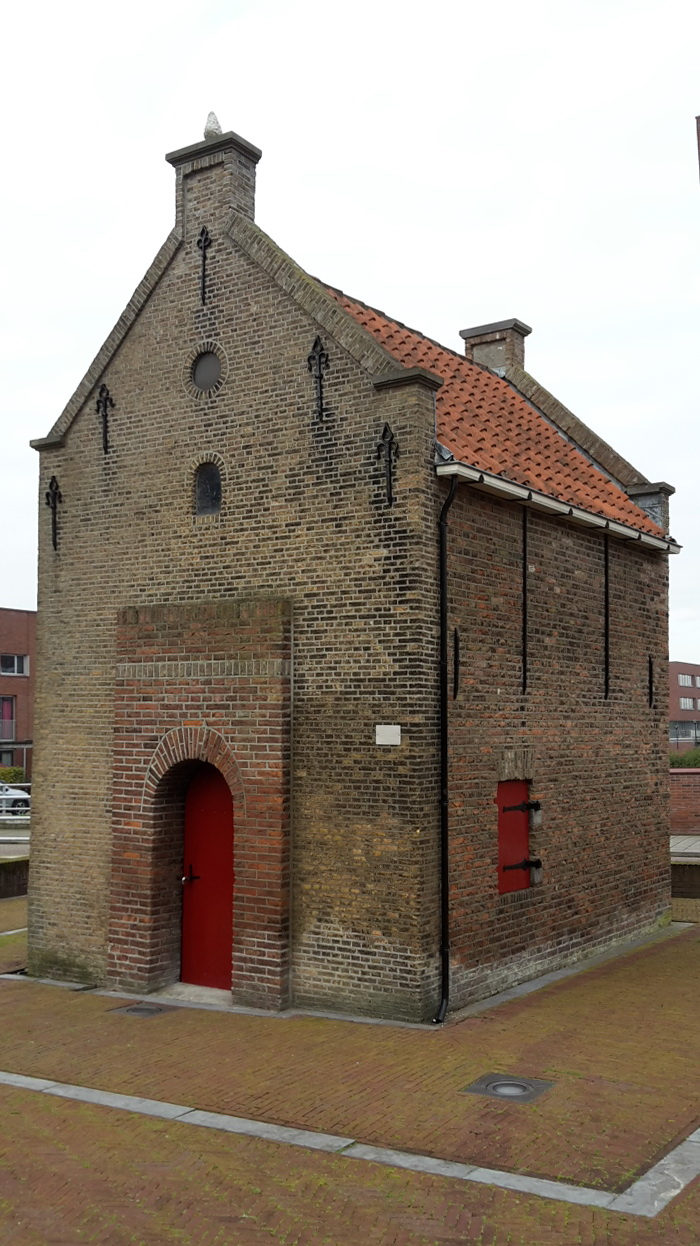
Dief- en Duifhuisje

Het Dief- en Duifhuisje is de voormalige gevangenis van het Slot Capelle, dat dateert uit 1612. Het bevindt zich aan de Nieuwe Laan in Capelle aan den IJssel.
Het is het enige deel van het slot dat bewaard is gebleven. Het was groot genoeg om twee gevangenen huis te vesten. Bovenop een houten vliering zaten postduiven die in tegenstelling tot de gevangenen vrij konden uitvliegen. Hieraan dankt het huisje haar naam. Vlak erbij stond een galg om zware criminelen te kunnen ophangen.
Tot in de 19e eeuw werd het gebruikt als arrestantenverblijf, thans is het het kleinste museum van Nederland.